# Erik Möller
Erik Möller (* 1979) je německý novinář na volné noze, softwarový vývojář a bývalý náměstek ředitele Nadace Wikimedia sídlící v kalifornském San Franciscu. Spravoval také svou webhostingovou službu myoo.de.
V projektech Wikimedia Foundation včetně Wikipedie se angažuje od roku 2001 a to jak v roli editora, tak v rolích vývojáře MediaWiki. Byl jedním z hlavních tvůrců Wikizpráv a podílel se na vývoji Wikimedia Commons, jejichž založení v roce 2004 navrhl.
Zástupcem ředitele nadace Wikimedia byl jmenován s účinností od ledna 2008. Stal se také jejím zástupcem v radě Encyklopedie života. Prostřednictvím tohoto členství pomohl přesvědčit filantropický fond Alfred P. Sloan Foundation k daru 3 milionů dolarů pro Wikimedii, k danému datu nejvyšší částce od jednoho přispěvatele.
V srpnu 2014 byl na měsíc zablokován na německé Wikipedii kvůli prosazení nového prohlížeče médií přes jednoznačný nesouhlas tamější komunity. Využil k tomu tzv. superprotekci, která dávala pracovníkům nadace vyšší práva, než měli místní volení administrátoři.
V Nadaci Wikimedia ukončil činnost 30. dubna 2015.